# Sádaba
Sádaba là một đô thị ở tỉnh Zaragoza, Aragon, Tây Ban Nha. Theo điều tra dân số 2004 của Viện thống kê Tây Ban Nha (INE), đô thị này có dân số là 1.845 người. Diện tích đô thị này là 129 ki-lô-mét vuông.Đô thị này nằm ở độ cao 454 m trên mực nước biển.

## Biến động dân số
Biến động dân số của Sádaba từ năm 1842 đến 2001:
| Biến động dân số của Sádaba từ năm 1842 đến năm 2001 |       |       |       |       |       |       |       |       |       |       |       |       |       |  |       |
| 1842                                                 | 1877  | 1887  | 1897  | 1900  | 1910  | 1920  | 1930  | 1940  | 1950  | 1960  | 1970  | 1981  | 1991  |  | 2001  |
| 1.057                                                | 1.999 | 1.947 | 1.799 | 1.812 | 1.983 | 2.535 | 2.748 | 2.820 | 2.686 | 2.971 | 2.470 | 2.034 | 1.881 |  | 1.722 |